# Boris Karpow
Boris Nikołajewicz Karpow (ros. Борис Николаевич Карпов, ur. 12 kwietnia?/24 kwietnia 1896 w Krzemieńczuku, zm. 21 marca 1968 w Moskwie) – radziecki malarz, grafik i ilustrator.
Był absolwentem Moskiewskiej Szkoły Malarstwa, Rzeźby i Architektury (1917–1918), a następnie w latach 1918–1920 uczęszczał do Ukraińskiej Akademii Sztuk Pięknych w Kijowie. Malował głównie portrety przywódców politycznych i wojskowych ZSRR, Bohaterów Związku Radzieckiego i Bohaterów Pracy Socjalistycznej, znanych artystów i naukowców oraz pejzaże.
Jego portrety radzieckich aktorów teatralnych, kompozytorów i uczonych znajdują się w zasobach wystawienniczych największych teatrów byłego Związku Radzieckiego oraz w kilku muzeach Rosji i Ukrainy (m.in. w Muzeum Teatru Wielkiego, Muzeum Historycznym, Literackim  Muzeum Lwa Tołstoja) oraz w zbiorach prywatnych. Kilka obrazów jest w posiadaniu mieszkających w Polsce krewnych drugiej żony artysty Tatiany Karpowej.